# Santadi
Santadi é uma comuna italiana da região da Sardenha, província da Sardenha do Sul, com cerca de 3.758 habitantes. Estende-se por uma área de 115 km², tendo uma densidade populacional de 33 hab/km². Faz fronteira com Assemini, Domus de Maria, Nuxis, Piscinas, Pula, Teulada, Villa San Pietro, Villaperuccio.

## Demografia
| Variação demográfica do município entre 1861 e 2011                               |
|                                                                                   |
| Fonte: Istituto Nazionale di Statistica (ISTAT) - Elaboração gráfica da Wikipedia |